# Polskie Towarzystwo Antropologiczne

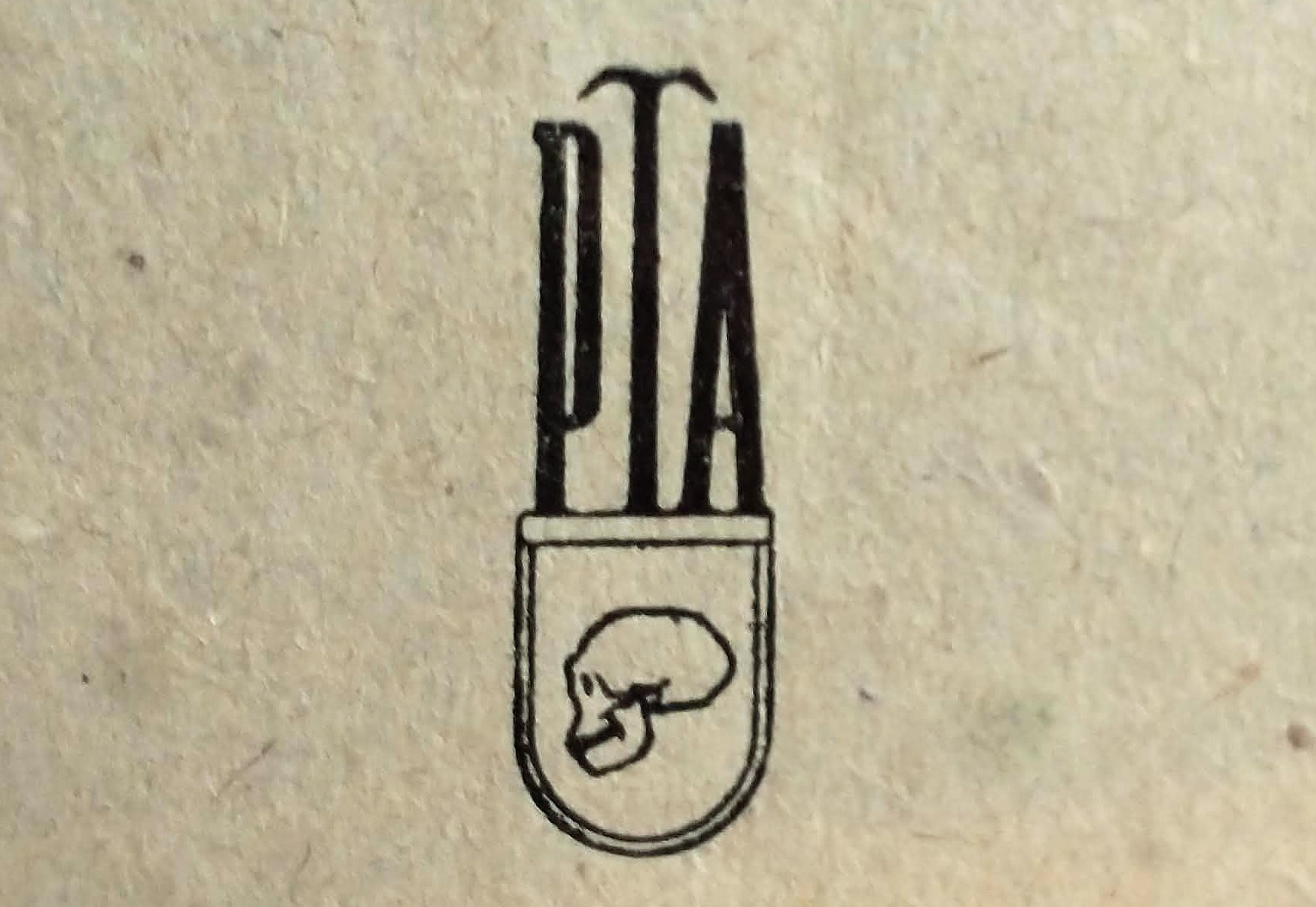
Logo PTA (1955)

Polskie Towarzystwo Antropologiczne – stowarzyszenie zrzeszające polskich antropologów. 
W pierwszym statucie określono podstawowe założenie Polskiego Towarzystwa Antropologicznego: „Celem Towarzystwa jest przyczynianie się do rozwoju antropologii”. Ta myśl jest realizowana od samego początku działalności Towarzystwa do chwili obecnej. Z czasem to założenie uszczegółowiono: „Podstawowym celem Polskiego Towarzystwa Antropologicznego, kontynuującego postępowe tradycje polskiej myśli akademickiej i naukowej, jest upowszechnianie wiedzy o antropologii”.
Obecnie PTA składa się z 200 członków i posiada dziesięć oddziałów w: Bydgoszczy, Gdańsku, Kielcach, Krakowie, Łodzi, Poznaniu, Rzeszowie, Szczecinie, Warszawie i Wrocławiu.
Do organów Towarzystwa należą: Walne Zgromadzenie, Zarząd Główny (organ wykonawczy) oraz Komisja Rewizyjna i Sąd Koleżeński. Zarząd Główny prowadzi Przewodniczący. 
Stanowisko to kolejno zajmowali: 
- prof. Adam Wrzosek (1925–1952)
- prof. Jan Mydlarski (1952–1956)
- prof. Tadeusz Dzierżykray-Rogalski (1956–1984)
- prof. Andrzej Malinowski (1984–1987)
- prof. Paweł Bergman (1987–1999)
- prof. Danuta Kornafel (1999–2007)
- prof. Maria Kaczmarek (2007–2015)
- prof. Krzysztof Szostek (2016–2019)
- prof. Jacek Tomczyk (2020-….).

## Historia
Polskie Towarzystwo Antropologiczne (PTA) zostało zainicjowane przez prof. Adama Wrzoska, patologa, historyka medycyny i antropologa, założyciela i pierwszego dziekana Wydziału Lekarskiego Uniwersytetu Poznańskiego. Spotkanie założycielskie odbyło się 12 listopada 1925. PTA powstało na wzór Komisji Antropologicznej założonej w 1873 r. przy Krakowskiej Akademii Umiejętności oraz Polskiego Towarzystwa Antropologicznego i Etnograficznego utworzonego w 1878 r. w Paryżu. Uczestnicy pierwszego spotkania przyjęli statut inspirowany statutem Polskiego Towarzystwa Prehistorycznego i wybrali Zarząd na okres trzech lat. Zarząd składał się z następujących członków: prof. Adam Wrzosek jako prezes, prof. Adam Wodziczko jako wiceprezes, Włodzimierz Missiuro jako sekretarz i skarbnik oraz dr Michał Ćwirko-Godycki jako zastępca sekretarza i skarbnik. 
Członkowie zdecydowali także, że "Przegląd Antropologiczny" będzie oficjalnym czasopismem naukowym Polskiego Towarzystwa Antropologicznego, a jego pierwszym redaktorem naczelnym będzie prof. A. Wrzosek.
Od 1926 ukazuje się czasopismo PTA – „Przegląd Antropologiczny”.